# Pinetop Perkins
Pinetop Perkins, pseudonimo di Joe William Perkins (Belzoni, 7 luglio 1913 – Austin, 21 marzo 2011), è stato un pianista statunitense di genere blues.
Nella sua lunga carriera ha avuto modo di suonare con i principali interpreti blues e rock, ricevuto premi e riconoscimenti. Nel 2005 ha ricevuto il Grammy Award alla carriera. È stato inoltre introdotto nella Blues Hall of Fame.
Nel 2010 ha vinto il Grammy per il miglior album blues pubblicato assieme a Willie "Big Eyes" Smith, diventando l'artista più anziano ad aver ricevuto il premio.